# Powrót niewidzialnego człowieka
Powrót niewidzialnego człowieka (ang. The Invisible Man Returns) – amerykański film grozy z 1940 roku. Film jest kontynuacją Niewidzialnego człowieka z 1933 roku.

## Fabuła
Geoffrey Radcliffe zostaje niesłusznie skazany na karę śmierci za zbrodnię, której nie popełnił. Jego bliski przyjaciel dr Frank Griffin, chcąc ratować mu życie, wstrzykuje mu przed egzekucją substancję, wynalezioną przez jego brata naukowca, która czyni ludzi niewidzialnymi. Dzięki temu Geoffreyowi udaje się zbiec. Na wolności szuka prawdziwego zabójcy.

## Główne rol
- Vincent Price - Geoffrey Radcliffe
- Forrester Harvey - Ben Jenkins
- Alan Napier - Willie Spears
- Cecil Kellaway - inspektor Sampson ze Scotland Yardu
- John Sutton - dr Frank Griffin
- Nan Grey - Helen Manson